# Grad Hartberg
Grad Hartberg ali grad Paar je grad v mestu Hartberg na Štajerskem v Avstriji.

## Lega
Grad stoji je ob vznožju gričevja Ringkogels v severozahodnem delu starega mesta Hartberg. Obdan je z deli mestnega obzidja. Na zahodu je mestni park, na jugu sta grajski park in Herrengasse.

## Zgodovina
Prvi zapis o gradu je iz leta 1147, ki so ga v 12. stoletju uporabljali za zaščito meje in je bil del utrdb, ki jih je na najvišji točki današnjega Hartberga zgradila družina Traungauer v imenu vladarja. Iz naselbine, ki je zrasla okoli gradu in v okolici, se je razvilo današnje mesto. V kompleksu so bili pristava (meierhof), mlin in Janezova kapela.
Leta 1469 je poveljnik Andrej Baumkircher na pobudo ogrskega kralja Matije Korvina vdrl v Hartberg, ugrabil gospodarja Antona von Herbersteina in ga odpeljal v Schlaining na Gradiščanskem. Ko je leta 1487 mesto osvojil ogrski kralj Matija Korvin, je Baumkircherjev sin Wilhelm prejel mesto in grad v fevd, ki ga je obdržal vse do rimsko-nemškega kralja in pozneje cesarja Maksimilijana I. leta 1490. Hartberg je bil do leta 1529 v lasti princa, nato pa ga je cesar Ferdinand I. prodal deželnemu poglavarju Siegmundu von Dietrichsteinu. V naslednjih desetletjih je večkrat zamenjal lastnika.
Ko je bil leta 1571 lastnik Johann Baptist von Paar, je bil med letoma 1576 in 1584 grad rekonstruiran v renesančnem slogu. Leta 1626 je bil vpisan v fidejkomis  družine Paar. Po gospodarskih težavah je bil leta 1634 zasežen in lastništvo preneseno na Hansa Albrechta von Herbersteina, ki ga je nato leta 1641 predal deželnemu poglavarju Karlu (grof Saurau), dokler ga ni leta 1682 kupil Georg Adam grof Lengheimbski. Nov lastnik je nato grad razširil in zgradil poslovno stavbo namesto pristave.
Po več kot stoletju je družina Paar leta 1756 ponovno dobila nadzor nad gradom Hartberg. Družina, ki je v tem času prebivala v dunajski palači, je določila za upravljanje pooblaščenca. Leta 1850 je knez Karl Paar okrožje gradu hotel prodati, vendar prodaja ni uspela zaradi visoke cene. Šele po prodaji dunajske palače Paar leta 1937 in izgubi premoženja na Češkem leta 1945 je grad v zelo slabem stanju leta 1981 odstopil mestu Hartberg. Danes je popolnoma prenovljen. Najprej ga je najela Stadtsparkasse, nato pa vzela v zakup RINGANA, ki izdeluje kozmetične izdelke, del pa se uporablja kot izobraževalno in prireditveno središče.

## Arhitektura
Prvič je bil grad omenjen leta 1147, čeprav so ga verjetno morali začeti graditi kmalu po letu 1122, ko je bil tu mejni grof Leopold I. Spremljevalno kapelo so morda porušili po 16. stoletju, zdaj je tu le še nekdanja Janezova in Magdalenina kapela. Sam grad je bil zgrajen v romanskem slogu iz klesanca. Do leta 1128 je bil ustanovljen prvi trg, danes Herrengasse.  V naslednjih stoletjih je bil grad večkrat razširjen s kmečkimi poslopji, od katerih so nekatera še vedno ohranjena. V 16. stoletju je bil celoten grad predelan v renesančnem slogu. Stoletje kasneje je bilo zgrajeno krilo z arkadami.
Zadnji ostanek nekdanjega gradu palas se je ohranil z vhodnimi vrati s šilastim lokom. Severni del je iz srednjega veka. Arheološka izkopavanja so sledila nekdanjemu bergfridu s tlorisom 9,8 x 11 metrov. Zunanjost stopnišča na dvoriščni strani s tinom ali izzidkom (erkerjem) in dvojnim oknom v renesančnem slogu je datiran v leto 1576. 
V drugem nadstropju gradu so viteška dvorana, velika slavnostna soba s kamnitim renesančnim kaminom, dvojnim grbom družine Paar - Haim ter ostanki stenskih poslikav. Krilo, ki poveže viteško dvorano proti severu, je srednjeveško jedro. Obnovljeno je bil konec 16. stoletja, ko je bila zgrajena zunanja stena vzhodnega krila. To je obrnjeno na dvorišče z dvonadstropnimi arkadami, katerih loki so zastekljeni. Leta 1958 so v prvem nadstropju odkrili baročne freske iz 17. stoletja. V vratih v park iz Herrengassa je plošča z napisom: Johann Baptist von Paar in njegova žena Afra, rojena Haim, z letnicama 1584 in 1598. Izvira iz grajske kapele. 

## Današnja uporaba
Grajski kompleks danes uporablja izdelovalec kozmetike, ki ima v njem sedež uprave. Izjema so gostinske dejavnosti v nekdanjih hlevih in viteška dvorana, ki je še vedno na voljo za javne prireditve.